# Простір Серпінського
Простір Серпінського — один з класичних прикладів топологічного простору.

## Означення
Простором Серпінського (зв'язним двоточковим простором або зв'язною двоточкою) називається топологічний простір з двоелементним носієм {\displaystyle X=\{a,b\}} та топологією {\displaystyle \tau =\{\varnothing ,X\,\{a\}\}}.

## Властивості
- Простір Серпінського не є {\displaystyle T_{1}}-простором, оскільки єдиним околом точки b є весь простір.
- Простір Серпінського є {\displaystyle T_{0}}-простором. Справді, точка {\displaystyle a} має окіл {\displaystyle \{a\}}, який не містить точку {\displaystyle b}.
- Простір Серпінського є {\displaystyle T_{4}} і {\displaystyle T_{5}}-простором.
- Простір Серпінського задовольняє першу та другу аксіоми зліченності, компактний, ліндельофів, сепарабельний, гіперзв'язний, ультразв'язний, лінійно зв'язний, але не дугово зв'язний топологічний простір.

## Дивись також
- Гаусдорфів простір
- Аксіоми віддільності
- Псевдоколо